# Fuirena lainzii
Fuirena lainzii är en halvgräsart som beskrevs av Modesto Luceño och M.Alves. Fuirena lainzii ingår i släktet Fuirena och familjen halvgräs. Inga underarter finns listade i Catalogue of Life.